# 寺下史郎
寺下 史郎（てらした しろう、1959年1月5日 - ）は、日本の実業家。株式会社アイ・アール ジャパンホールディングス設立者で、同社代表取締役社長・CEO。

## 人物・来歴
1977年北海道札幌東高等学校卒業。1982年に青山学院大学経営学部を卒業後、国際的な仕事をしたいと考えてインベスター・リレーションズに特化したエイ・アイ・エイ入社。1996年同社子会社の日本IR研究所企画部長に就任。
その後、アイ・アール ジャパン創業者鶴野史朗の理念に惹かれて、1997年にアイ・アール ジャパンに入社し、同社企画開発グループマネジャーとなる。2001年アイ・アール ジャパン執行役員。2004年経済産業省企業価値研究会委員。2006年アイ・アール ジャパン取締役専務執行役員。2007年アイ・アール ジャパン取締役副社長。
2007年アイ・アール ジャパン代表取締役社長兼CEO。2008年マネジメント・バイアウトにより経営権を取得し、アイ・アール ジャパン代表取締役社長・CEOに就任。2011年JASDAQに上場。2012年経済産業省コーポレート・ガバナンス・システムの在り方に関する研究会委員。
2015年アイ・アール ジャパンホールディングス代表取締役社長・CEO。2017年東京証券取引所二部に上場。2018年東京証券取引所一部に上場。アクティビスト対策などで事業を拡大させて、2019年からの株価急騰により、2020年までにビリオネアとなった。またフォーブス・アジアのBest Under A Billionに選出された。